# Devil's Appendix
La Nant Clogwyn y Geifr (Devil's Appendix) es la más alta caída de agua (de un solo salto) en el país constituyente de Gales y una de las más altas en el Reino Unido. Es una cascada tipo salto situada en los acantilados Clogwyn y Geifr al lado de la llamada Cocina del Diablo (Y Garn) en Cwm Idwal, Snowdonia, en Gales.
Se forma en un pequeño arroyo, hasta descender aproximadamente 93 metros para llegar a las faldas por encima de Llyn Idwal.  Dependiendo del flujo de agua y época del año puede escalarse.